# Sulcus orbitalis lateralis
De sulcus orbitalis lateralis is een hersengroeve in het orbitale oppervlak van de frontale kwab van de grote hersenen. Het is onderdeel van een aantal aangesloten hersengroeven in het orbitale oppervlak die samen een in een H-vorm liggen. Deze H-vorm werd voor het eerst benoemd (als scissure en H) door Gratiolet in 1854. De sulcus orbitalis lateralis zelf bestaat uit twee taken: een voortak, ramus rostralis en een achtertak, ramus caudalis. Evenwijdig aan de sulcus orbitalis lateralis loopt, als onderdeel van het H-vormige complex, de sulcus orbitalis medialis. Deze bestaat gelijk aan de sulcus orbitalis lateralis, ook uit een ramus rostralis en ramus caudalis. De schuinverlopende hersengroeve, die de sulcus orbitalis lateralis met de sulcus orbitalis medialis verbindt, wordt de sulcus orbitalis transversus genoemd.